# Raissa Anatoljewna Timofejewa
Raissa Anatoljewna Timofejewa (russisch Раиса Анатольевна Тимофеева; * 24. Januar 1967; † 29. Dezember 2022) war eine russische Tischtennisspielerin, die in den 1980er Jahren international aktiv war. Sie wurde mit der sowjetischen Damenmannschaft 1988 Europameister.

## Werdegang
Erste internationale Erfolge erzielte Raissa Timofejewa bei Jugend-Europameisterschaften. Hier siegte sie 1983 mit der sowjetischen Mannschaft, 1984 erreichte sie mit Flera Chassanowa das Endspiel im Doppel.
Bei den Erwachsenen wurde sie 1985 und 1987 für die Weltmeisterschaften nominiert, hierbei kam sie jedoch nie in die Nähe von Medaillenrängen. Mit Flera Chassanowa kam sie bei der 1984 im Doppel bis ins Viertelfinale.
1988 wurde sie mit der Damenmannschaft Europameister. Nach 1988 trat sie international nicht mehr in Erscheinung.
Nach einem dritten Platz im Doppel 1985 wurde Timofejewa 1986, 1987 und 1990 sowjetische Meisterin im Doppel sowie 1988 und 1990 sowjetische Meisterin im Einzel.